# 東アジア美術交流祭
東アジア美術交流祭（ひがしアジアびじゅつこうりゅうさい）は、日中の美術交流と絵画芸術の紹介を目的とし、日本と中国で交互に開催されていた美術展。日本側の主催団体は第1回より、NPO法人世界芸術文化振興協会である。中国側の主催団体は下記の#展覧会節を参照。

## 概要
2002年に日中国交回復30周年を記念して、日中友好の交流の場として、日本と中国の著名画家書家により創作された絵画や書道作品を展示する展覧会が創設された。
第1回は、日本の日中友好会館に展示し、同じ作品をその後に北京の中華世紀壇でも展示して、日中の両国で開催された。
第2回は、2004年9月8日に東京の日中友好会館にて開幕式が開催され、中国駐日本国大使館文化部の外交官など、およそ200人が出席した。
翌年2005年11月には、北京の国家博物館で「平和・発展」をテーマに第3回展覧会が開催された。
以降、日本と中国で隔年ごとに会場を移し、毎年開催されるようになった。
2007年9月には、日中国交正常化35周年及び遣隋使・遣唐使1400周年を記念し、杭州で第5回展覧会が開催され、杭州美術界の著名人60名と、日本からは30名余りの画家や書家集い、両国では100名以上の著名な芸術家が開幕式に参加した。
日本人の出品は、世界芸術文化振興協会主催の「風車の書画展」で上位入選した作品も展示され、一般の人にも出品の門戸が開かれていた。

## 展覧会
| 回数  | 年     | 日時             | 開催国 | 展示場                                | 中国側主催団体       | 後援・協力                                                                               | 展示数  | 参加芸術家 |
| ----- | ------ | ---------------- | ------ | ------------------------------------- | -------------------- | ---------------------------------------------------------------------------------------- | ------- | ---------- |
| 第1回 | 2002年 | 11月8日-13日     | 日本   | 日中友好会館（東京）                  | 中華人民共和国文化部 |                                                                                          |         |            |
| 第1回 | 2002年 | 11月19日-30日    | 中国   | 中華世紀壇（北京）                    | 中華人民共和国文化部 |                                                                                          |         |            |
| 第2回 | 2004年 | 9月8日-13日      | 日本   | 日中友好会館（東京）                  | 中華人民共和国文化部 | 中国駐日本国大使館、日中友好会館、朝日新聞厚生文化事業団、協和協会                       | 160作品 |            |
| 第3回 | 2005年 | 11月5日-11日     | 中国   | 中国美術館（北京）                    | 中国美術館           |                                                                                          | 169作品 | 83名       |
| 第4回 | 2006年 | 11月24日-29日    | 日本   | テレコムセンター1階アトリウム（東京） |                      |                                                                                          |         |            |
| 第5回 | 2007年 | 9月21日-25日     | 中国   | 杭州西湖博物館（杭州市）              | 中国文学芸術界連合会 | 浙江開明画院、杭州歴史文化研究室                                                         | 120作品 | 100名      |
| 第6回 | 2008年 | 11月19日-26日    | 日本   | 日中友好会館（東京）                  |                      |                                                                                          |         |            |
| 第7回 | 2009年 | 11月27日-        | 中国   | 安陽市図書館・博物館（安陽市）        | 中国文学芸術界連合会 | 共催：中国美術家協会、中国書道家協会、河南省文連。運営：安陽市文連、安陽師範学院美術学院 | 200作品 |            |
| 第8回 | 2010年 | 11月30日-12月5日 | 日本   | 東京セントラル美術館（東京）          | 中国文学芸術界連合会 | 中華人民共和国駐日本国大使館、協和協会、朝日新聞広告局、星宿文化芸術中心                 |         |            |